# District des Franches-Montagnes
Le district des Franches-Montagnes est un des trois districts du canton du Jura en Suisse. Son chef-lieu est Saignelégier.
Le district a été créé le 1er janvier 1979 à la suite de la création de la République et Canton du Jura.

## Géographie
Les Franches-Montagnes se situent entre le canyon resserré du Doubs et le Vallon de Saint-Imier, là où les chaînons successifs du Jura perdent progressivement de l'altitude en allant vers l'ouest. Elles forment, à l'altitude de 1 000 à 1 100 mètres, un plateau de 200 kilomètres carrés.
L'érosion, très avancée, a nivelé montagnes et vallées jusqu'à les rendre difficilement repérables. Les rides allongées émergeant ici ou là ne sont pas des plis, mais seulement les restes plus résistants de couches calcaires non encore aplanies.
Malgré des précipitations atteignant 100 à 110 centimètres, la contrée est pauvre en cours d'eau. Les emposieux et les dolines, souvent disposés en alignement, les entonnoirs où s'engouffrent les eaux sont fréquents. Pourtant, de nombreuses cuvettes tapissées d'argile imperméable dissimulent de petits lacs ou étangs dont les eaux s'écoulent et disparaissent dans les profondeurs en des endroits généralement connus.
II en est ainsi pour l'étang de la Gruère. Ses eaux, mêlées aux eaux d'infiltration de la région, réapparaissent 16 heures plus tard et 4 kilomètres plus loin, à Tramelan, sous forme de résurgence. Le climat du haut plateau est rude, les hivers sont longs et la période de végétation estivale ne dure que quatre à cinq mois. Les conditions expliquent pourquoi l'occupation principale des habitants est l'élevage du bétail.

## Armoiries et étymologie
Le blason du district des Franches-Montagnes est aussi celui de la commune de Saignelégier. Il est « D'or, avec un miroir d'argent bordé de sable, placé sur six montagnes de gueules posées trois sur trois. ». Il s'agit des armoiries parlantes des nobles de Spiegelberg (miroir, montagne), dont les restes du château sont encore visibles sur l'arête du Rocher des Sommêtres, situé sur la frontière communale entre les communes de Muriaux et du Noirmont, à 2,5 km de Saignelégier.
Le nom de Franches Montagnes des Bois, Freiberg en allemand, date d'une charte du 17 novembre 1384 par laquelle le prince-évêque de Bâle Imer von Ramstein accorda une franchise totale d'impôts à ses vassaux de Spiegelberg, seigneurs de Muriaux, pour leur fief alors relativement pauvre et désertique. Le nom de Franche-Comté, donné au Comté de Bourgogne après son affranchissement en 1127 serait apparu à une époque contemporaine[réf. souhaitée].

## Économie
L’implantation de l’horlogerie sur la plateau franc-montagnard remonte à l’époque des paysans-horlogers. Elle reste établie aux Breuleux (Valgine), aux Genevez (Edox), (Novi), au Noirmont (Louis Erard, Paul Picot), aux Bois (Rodolphe) et à Saignelégier (Maurice Lacroix, Aérowatch). Plusieurs entreprises produisent des boîtes de montres aux Breuleux (Donzé-Baume et Mica), au Noirmont (Joseph Erard, Orolux, Detech, Promotech, Novotech) et à Saignelégier (Queloz).
Une entreprise spécialisée dans l'informatique des assurances sociales (Globaz) s’est développée au Noirmont.
Le secteur tertiaire est surtout représenté par le tourisme, notamment l’hôtellerie/restauration et les loisirs (ski de fond, randonnée pédestre, équitation, golf aux Bois, canoë, pêche à la ligne). 
L’agriculture joue encore un rôle important dans ce district, berceau de l’élevage d’une race de cheval de trait et d’équitation, la race franc-montagnarde. Le principe des pâturages communaux a contribué à cette vocation de terre d’élevage. Jusque dans les années 1960, le principe du libre-parcours du bétail a prévalu. Ce droit avait été accordé aux Francs-Montagnards par le prince-évêque Imier de Ramstein, au XVe siècle. Au XXe siècle, avec le développement de la circulation routière, le nombre des accidents impliquant le bétail avait considérablement augmenté. En vertu du droit de libre-parcours, la responsabilité causale du propriétaire de bétail n'était pas engagée et l'automobiliste devait supporter tous les dégâts. Un arrêt du Tribunal fédéral mit fin à cette pratique.

## Communes
Le district est composé des communes suivantes :
| Nom          | N° OFS | Population (décembre 2022) |
| ------------ | ------ | -------------------------- |
| Lajoux       | 6750   | +000705,                   |
| Le Bémont    | 6741   | +000308,                   |
| Le Noirmont  | 6754   | +001 902,                  |
| Les Bois     | 6742   | +001 258,                  |
| Les Breuleux | 6743   | +001 524,                  |
| Les Enfers   | 6745   | +000156,                   |
| Les Genevez  | 6748   | +000510,                   |
| Montfaucon   | 6751   | +000551,                   |
| Muriaux      | 6753   | +000511,                   |
| Saignelégier | 6757   | +002 575,                  |
| Saint-Brais  | 6758   | +000228,                   |
| Soubey       | 6759   | +000118,                   |
| Total        | Total  | +010 433,                  |

## Administration

### Préfets des Franches-Montagnes
Pendant la période bernoise, qui s'est achevée lors de la création du canton du Jura en 1979, les Franches-Montagnes disposaient d'un préfet représentant l'administration cantonale dans le district.
| Début | Fin  | Nom                         | Parti | Remarques |
| ----- | ---- | --------------------------- | ----- | --- |
| 1896  | 1926 | Ephrem Jobin                |       | |
| 1926  | 1928 | Joseph Jobin                | PDC   | Président du Tribunal de district (1926-1928) |
| 1928  | 1945 | Alfred Wilhelm (1928-1945)  |       | Avocat Greffier du Tribunal de district (1922-1928) Président du Tribunal de district (1928-1945) Juge à la Cour d'appel du canton de Berne (dès 1945)             |
| 1945  | 1966 | Paul Hublard (1901-1989)    |       | Avocat Greffier du Tribunal de district (1928-1945) Président du Tribunal de district (1945-1966)                                                                  |
| 1966  | 1978 | Charles Wilhelm (1925-2013) | PDC   | Avocat Greffier du Tribunal de district de Courtelary (1955-1966) Président du Tribunal de district (1966-1990) Juge non permanent au Tribunal cantonal (dès 1978) |